# Eileen Kampakuta Brown
Eileen Kampakuta Brown là một phụ nữ thổ dân Úc lớn tuổi, nhà hoạt động bảo vệ môi trường ở Nam Úc.
Bà đã được tặng Giải Môi trường Goldman năm 2003 chung với Eileen Wani Wingfield, cho các nỗ lực ngăn chặn các kế hoạch của chính phủ nhằm lập bãi chứa rác thải có chất phóng xạ ở khu vực hoang mạc của Úc, và cho việc bảo vệ đất đai của khu vực này.
Brown (cùng các phụ nữ thổ dân lớn tuổi khác) đã lập ra Hội đồng phụ nữ Kupa Piti Kungka Tjuta, ở thành phố Cooper Pedy Nam Úc năm 1995.